# Kaur (naam)
Kaur (Punjabi: ਕੌਰ; prinses, leeuwin) is voor vrouwelijke Sikhs verplicht als laatste naam, maar hij wordt ook wel gebruikt als middelste naam. In 1699 verplichtte de tiende Sikh-meester, Gobind Singh, mannen de naam Singh te gebruiken en vrouwen de naam Kaur.